# Tamila Taschewa

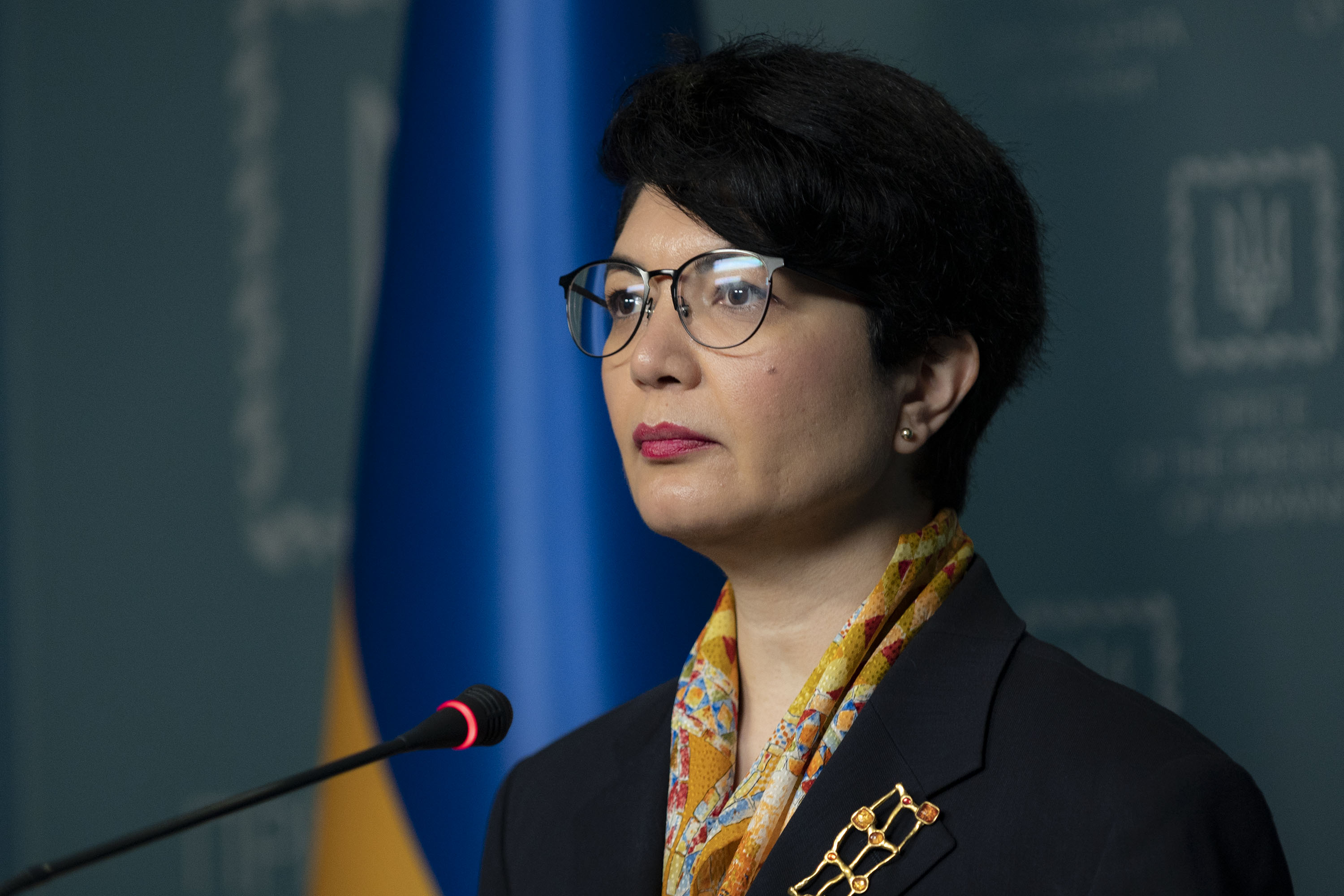
Tamila Taschewa

Tamila Rawiliwna Taschewa (ukrainisch Таміла Равілівна Ташева, krimtatarisch Tamila Ravil qızı Taşeva; * 1. August 1985 in Samarqand, UsSSR) ist eine ukrainische Aktivistin und Politikerin, die seit dem 25. April 2022 als Ständige Vertreterin des Präsidenten der Ukraine in der Autonomen Republik Krim tätig ist.

## Leben
Taschewa wuchs in einer nach Usbekistan deportierten krimtatarischen Familie auf. Wie die meisten anderen Krimtataren kehrte auch ihre Familie 1991 auf die Krim zurück und ließ sich in Simferopol nieder. Taschewa schloss ihr Studium an der Fakultät für Orientalische Sprachen der Nationalen Taurischen Wernadskyj-Universität ab. Sie nahm 2004 an der Orangenen Revolution teil und organisierte Kundgebungen auf der Krim. Später leitete sie die NGO-Filiale der Stiftung für regionale Initiativen auf der Krim.

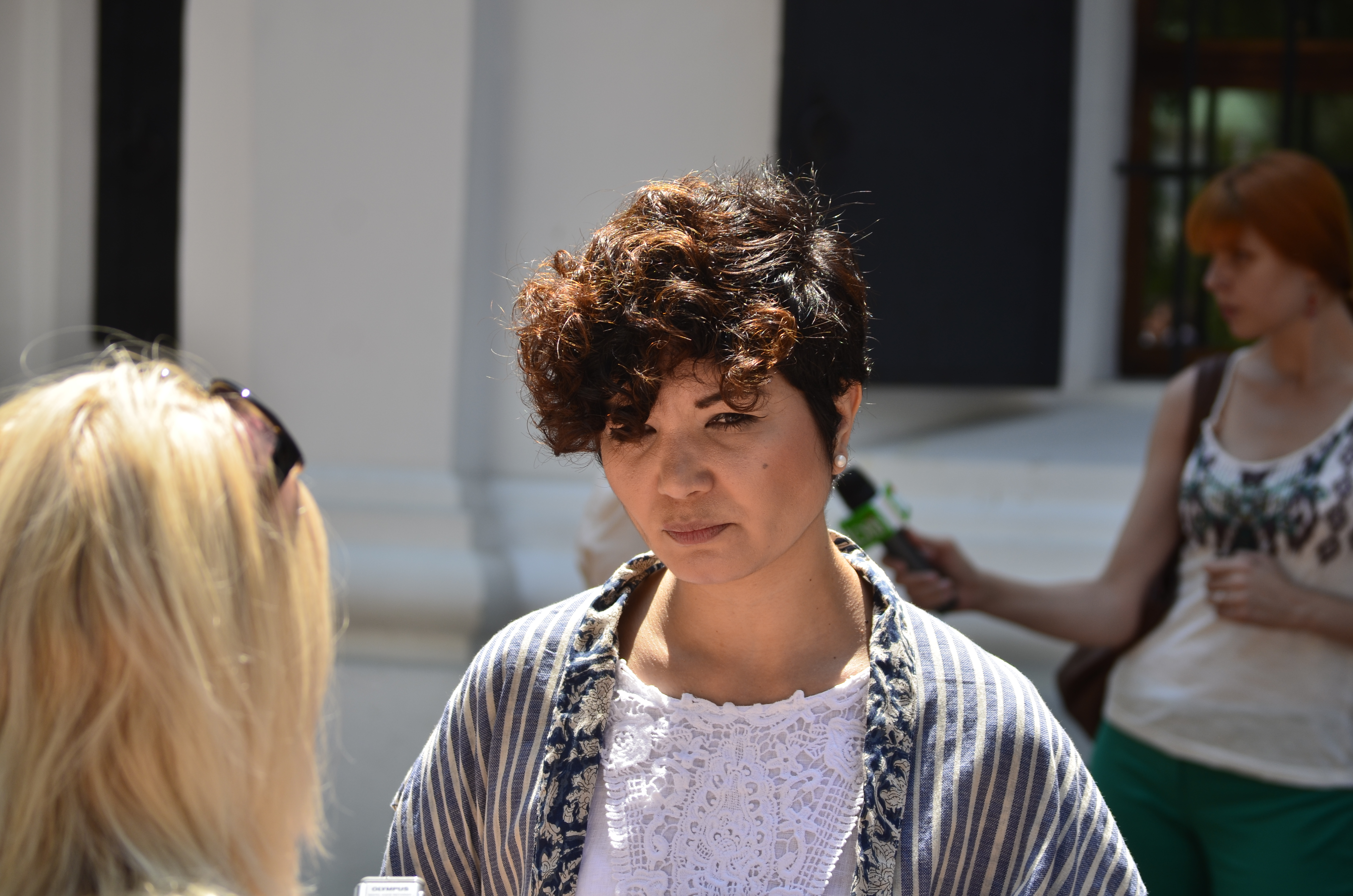
Taschewa bei der Pressekonferenz 2015 zum Wettbewerb „Denkmäler der Ukraine auf der Krim“

Im Jahr 2006 wurde sie Assistentin der Volksabgeordneten Lesya Orobets und arbeitete als Analystin für die Partei Nascha Ukrajina von Wiktor Juschtschenko. Im Jahr 2010 erhielt sie eine Führungsposition im Verlag Nash Format. Später wurde sie PR-Managerin der Band TIK.
Im Dezember 2013 nahm Taschewa an den Protesten gegen Wiktor Janukowytsch teil. 2014 gründete Taschewa zusammen mit mehreren anderen Aktivisten die Facebook-Seite CrimeaSOS, die über die Ereignisse im Vorfeld der russischen Annexion der Krim berichtete. Anfang März eröffneten die Aktivisten eine Hotline für Asylsuchende des Landes. Bald wuchs CrimeaSOS zu einem großen Freiwilligennetzwerk heran, das begann, den Bewohnern der ATO-Zone Hilfe zu leisten. Im Zuge dessen wurde CrimeaSOS zu einer einflussreichen öffentlichen Organisation.
Nach der russischen Annexion der Krim sammelte Taschewa Fakten über das Verschwinden, den Missbrauch und die Misshandlung von Krimtataren. Bei den Parlamentswahlen 2019 kandidierte sie als Kandidatin der Partei Stimme für das Amt des Volksdeputierten der Ukraine.
Am 25. Oktober 2019 ernannte Wolodymyr Selenskyj sie zur stellvertretenden Vertreterin der Krim und am 25. April 2022 zur neuen Ständigen Vertreterin des Präsidenten der Ukraine in der Autonomen Republik Krim. Taschewa löste damit Anton Korynevych ab. Seit dem russischen Überfall auf die Ukraine setzt sie sich für die auf der Halbinsel Krim verbliebenen Ukrainer und Krimtataren ein.

## Auszeichnungen
- 2016: Medaille „25 Jahre Unabhängigkeit der Ukraine“
- 2019: Orden der Fürstin Olga für Zivilcourage, selbstlose Verteidigung der Verfassungsgrundsätze der Demokratie, der Menschenrechte und Freiheit[3][9]
- 2019: Sergio Vieira di Mello Award[10][11]